# 高橋里衣
高橋 里衣（たかはし りい、6月25日 - ）は、北海道出身のファッションモデル。高校時代、バスケットボールでインターハイ出場。特技はクラシック・バレエと英会話。

## CM・WEB
- 三井不動産（CM/オール媒体）
- au「INFOBAR」（CM）
- MTV「UNBUTTONED」（CM）
- DHC（Web）
- ワコール「LASEE」（Web）
- ソシエ（Web）

## スチール広告
- Panasonic「スチーマー」（スチール）
- JAL「World Of Beauty 2010」（ポスター）
- 髙島屋（スチール）
- アルファピア（スチール）
- ノバレーゼ（スチール）

## 雑誌
- 「with」（講談社）
- 「Hyakunichiso」（百日草）
- 「はなよめ」<表紙>（百日草）
- 「Fashion Beauty」（香港）
- 「iPhone Photo Book」（毎日コミュニケーションズ）
- 「ムーンダイエット」（アメーバブックス）